# وزارت دادگستری بریتانیا
وزارت دادگستری بریتانیا (انگلیسی: Ministry of Justice) یکی از وزارتخانه‌های دولت بریتانیا است که مسئول اجرا و رسیدگی به امور دادگاه‌ها در این کشور است.
این وزارتخانه که در سال ۲۰۰۷ تأسیس شده و ساختمان اصلی آن در شهر وست‌مینستر، لندن واقع شده‌است.